# Jomfruene
Die Jomfruene (norwegisch für Jungfrauen) sind eine Gruppe aus drei mit Tussockgras bewachsenen Inseln und einigen blanken Klippenfelsen vor der Küste Südgeorgiens. Sie liegen 1,5 km westnordwestlich des Kap Parjadin. Bei den drei Inseln handelt es sich (von Westen nach Osten) um Margit Island, Elvina Island und Agnora Island.
Der South Georgia Survey berichtete im Zuge seiner zwischen 1951 und 1952 vorgenommenen Vermessung, dass eine als Three Point Island benannte Insel unter norwegischen Wal- und Robbenjäger seit langem als Jomfruene bekannt ist. Weitere Vermessungen zwischen 1955 und 1956 ergaben, dass es sich in Wirklichkeit um eine Gruppe aus mindestens drei Inseln handelt. Die norwegische Benennung wurde dementsprechend auf die gesamte Inselgruppe übertragen.